# Holorusia flava melanopa
Holorusia flava là một loài ruồi trong họ Tipulidae. Chúng phân bố ở miền Ấn Độ - Mã Lai.